# Jules Cotard
Jules Cotard (Issoudun, 1 de junio de 1840-Vanves, 19 de agosto de 1889) fue un neurólogo y psiquiatra francés. Es conocido por describir y nombrar el síndrome de Cotard o delirio nihilista, que consiste en la creencia de que la persona está muerta, no existe o carece de órganos internos.
Estudió medicina en París, y después trabajó como interno en el Hospice de la Salpêtrière, donde trabajó para Jean-Martin Charcot. Allí se interesó por los accidentes cerebrovasculares y sus consecuencias, practicando autopsias para entender el efecto del cerebro.
En 1869 Cotard salió de la Salpêtrière y se incorporó al regimiento de infantería, al comienzo de la guerra franco-prusiana, como cirujano de esta rama militar.
Se mudó a Vanves en 1874, donde quedó por los últimos 15 años de su vida. Allí, hizo contribuciones importantes a la comprensión de la diabetes y delusiones (ideas deliriantes).
En agosto de 1889 la hija de Cotard contrajo la difteria. Él se negó a irse de su lado por 15 días. La hija de Cotard se recuperó, pero Cotard se contagió de la misma enfermedad y falleció el 19 de agosto de 1889.